# Nuoto ai campionati mondiali di nuoto 2024 - 50 metri rana maschili
La gara degli 50 metri rana maschili dei campionati mondiali di nuoto 2024 si è svolta il 13 e 14 febbraio 2024 presso l'Aspire Dome di Doha.

## Podio
| Pos.    | Atleta             | Nazione     |
| ------- | ------------------ | ----------- |
| Oro     | Sam Williamson     | Australia   |
| Argento | Nicolò Martinenghi | Italia      |
| Bronzo  | Nic Fink           | Stati Uniti |

## Record
Prima della manifestazione il record del mondo (RM) e il record dei campionati (RC) erano i seguenti.
|  | 25"95 | Adam Peaty | 25 luglio 2017 Budapest |
|  | 25"95 | Adam Peaty | 25 luglio 2017 Budapest |

Durante la competizione non sono stati migliorati record.

## Programma
| Data             | Ora (UTC+3) | Turno      |
| ---------------- | ----------- | ---------- |
| 13 febbraio 2024 | 9:32        | Batterie   |
| 13 febbraio 2024 | 19:34       | Semifinali |
| 14 febbraio 2024 | 20:01       | Finale     |

## Risultati

### Batterie
| Pos. | Batteria | Corsia | Atleta                 | Nazionalità                 | Tempo        | Note |
| ---- | -------- | ------ | ---------------------- | --------------------------- | ------------ | ---- |
| 1    | 5        | 4      | Nic Fink               | Stati Uniti                 | 26"66        | Q    |
| 1    | 6        | 6      | Il'ja Šymanovič        | Atleti neutrali autorizzati | 26"66        | Q    |
| 3    | 6        | 4      | Sam Williamson         | Australia                   | 26"69        | Q    |
| 4    | 4        | 4      | Nicolò Martinenghi     | Italia                      | 26"75        | Q    |
| 5    | 4        | 6      | Peter John Stevens     | Slovenia                    | 26"79        | Q    |
| 6    | 4        | 5      | Melvin Imoudu          | Germania                    | 26"91        | Q    |
| 7    | 6        | 3      | Michael Andrew         | Stati Uniti                 | 26"94        | Q    |
| 8    | 6        | 5      | Simone Cerasuolo       | Italia                      | 27"00        | Q    |
| 9    | 6        | 7      | Denis Petrashov        | Kirghizistan                | 27"10        | Q    |
| 10   | 5        | 6      | Caspar Corbeau         | Paesi Bassi                 | 27"11        | Q    |
| 11   | 4        | 3      | Mikel Schreuders       | Aruba                       | 27"18        | Q    |
| 12   | 5        | 5      | Adam Peaty             | Gran Bretagna               | 27"23        | Q    |
| 13   | 5        | 3      | Lucas Matzerath        | Germania                    | 27"40        | Q    |
| 14   | 6        | 2      | Bernhard Reitshammer   | Austria                     | 27"47        | Q    |
| 15   | 5        | 8      | Jan Kałusowski         | Polonia                     | 27"50        | Q    |
| 16   | 4        | 2      | Arkadios Aspougalis    | Grecia                      | 27"62        | Q    |
| 17   | 5        | 2      | Hüseyin Emre Sakçı     | Turchia                     | 27"69        |      |
| 18   | 6        | 8      | Darragh Greene         | Irlanda                     | 27"76        |      |
| 19   | 4        | 9      | Ronan Wantenaar        | Namibia                     | 27"81        |      |
| 20   | 6        | 1      | Miguel de Lara         | Messico                     | 27"89        |      |
| 21   | 4        | 8      | Nicholas Lia           | Norvegia                    | 27"97        |      |
| 22   | 4        | 1      | James Dergousoff       | Canada                      | 28"08        |      |
| 23   | 5        | 7      | Tonislav Sabev         | Bulgaria                    | 28"13        |      |
| 23   | 6        | 9      | Chao Man Hou           | Macao                       | 28"13        |      |
| 25   | 6        | 0      | Olli Kokko             | Finlandia                   | 28"17        |      |
| 26   | 5        | 9      | Uroš Živanović         | Serbia                      | 28"27        |      |
| 27   | 3        | 3      | Jadon Wuilliez         | Antigua e Barbuda           | 28"35        |      |
| 28   | 3        | 5      | Likhith Selvaraj       | India                       | 28"38        |      |
| 28   | 5        | 0      | Jorge Murillo          | Colombia                    | 28"38        |      |
| 30   | 3        | 0      | Alexandre Grand'Pierre | Haiti                       | 28"39        |      |
| 31   | 5        | 1      | Andrius Šidlauskas     | Lituania                    | 28"47        |      |
| 32   | 3        | 2      | Arsen Kozhakhmetov     | Kazakistan                  | 28"59        |      |
| 33   | 3        | 1      | Adrian Robinson        | Botswana                    | 28"60        |      |
| 34   | 2        | 6      | Abdul Aziz Al-Obaidly  | Qatar                       | 28"62        |      |
| 34   | 4        | 0      | Maksym Ovchinnikov     | Ucraina                     | 28"62        |      |
| 36   | 2        | 4      | Patrick Pelegrina      | Andorra                     | 28"68        |      |
| 37   | 3        | 4      | Muhammad Raharjo       | Indonesia                   | 28"75        |      |
| 37   | 3        | 6      | Panayiotis Panaretos   | Cipro                       | 28"75        |      |
| 39   | 3        | 8      | Amro Al-Wir            | Giordania                   | 28"81        |      |
| 40   | 3        | 7      | Wu Chun-feng           | Taipei cinese               | 28"86        |      |
| 41   | 2        | 3      | Matthew Lawrence       | Mozambico                   | 29"01        |      |
| 42   | 3        | 9      | Jonathan Raharvel      | Madagascar                  | 29"02        |      |
| 43   | 2        | 5      | Tasi Limtiaco          | Micronesia                  | 29"06        |      |
| 44   | 2        | 2      | Ashot Chakhoyan        | Armenia                     | 29"38        |      |
| 45   | 2        | 7      | Jayden Loran           | Curaçao                     | 29"78        |      |
| 46   | 1        | 0      | Rashed Al-Tarmoom      | Kuwait                      | 29"95        |      |
| 47   | 2        | 1      | Omar Al-Hammadi        | Emirati Arabi Uniti         | 31"16        |      |
| 48   | 2        | 0      | Chadd Ng               | eSwatini                    | 31"53        |      |
| 49   | 1        | 6      | Fahim Anwari           | Afghanistan                 | 31"83        |      |
| 50   | 1        | 4      | Ghaith Hussein         | Iraq                        | 31"95        |      |
| 51   | 2        | 8      | Sébastien Kouma        | Mali                        | 31"99        |      |
| 52   | 1        | 8      | Mubal Azzam Ibrahim    | Maldive                     | 33"24        |      |
| 53   | 2        | 9      | Jion Hosei             | Palau                       | 33"61        |      |
| 54   | 1        | 5      | Ethan Alimanya         | Tanzania                    | 34"26        |      |
| 55   | 1        | 9      | Pap Jonga              | Gambia                      | 35"01        |      |
| 56   | 1        | 2      | Yves Munyu             | RD del Congo                | 35"62        |      |
| 57   | 1        | 7      | Refiloe Chopho         | Lesotho                     | 38"00        |      |
| DSQ  | 4        | 7      | Choi Dong-yeol         | Corea del Sud               | Squalificato |      |
| DNS  | 1        | 1      | Higinio Ndong          | Guinea Equatoriale          | Non partito  |      |
| DNS  | 1        | 3      | Ibrahim Kamara         | Sierra Leone                | Non partito  |      |

### Semifinali
| Pos. | Batteria | Corsia | Atleta               | Nazionalità                 | Tempo | Note |
| ---- | -------- | ------ | -------------------- | --------------------------- | ----- | ---- |
| 1    | 2        | 5      | Sam Williamson       | Australia                   | 26"41 | Q    |
| 2    | 1        | 5      | Nicolò Martinenghi   | Italia                      | 26"65 | Q    |
| 3    | 2        | 4      | Nic Fink             | Stati Uniti                 | 26"77 | Q    |
| 4    | 1        | 7      | Adam Peaty           | Gran Bretagna               | 26"85 | Q    |
| 5    | 1        | 6      | Simone Cerasuolo     | Italia                      | 26"98 | Q    |
| 6    | 2        | 1      | Lucas Matzerath      | Germania                    | 27"01 | Q    |
| 7    | 2        | 3      | Peter John Stevens   | Slovenia                    | 27"04 | Q    |
| 8    | 2        | 7      | Mikel Schreuders     | Aruba                       | 27"05 | Q    |
| 9    | 1        | 3      | Melvin Imoudu        | Germania                    | 27"06 |      |
| 10   | 1        | 4      | Il'ja Šymanovič      | Atleti neutrali autorizzati | 27"07 |      |
| 11   | 1        | 8      | Arkadios Aspougalis  | Grecia                      | 27"18 |      |
| 11   | 2        | 6      | Michael Andrew       | Stati Uniti                 | 27"18 |      |
| 13   | 2        | 2      | Denis Petrashov      | Kirghizistan                | 27"20 |      |
| 14   | 1        | 1      | Bernhard Reitshammer | Austria                     | 27"25 |      |
| 15   | 1        | 2      | Caspar Corbeau       | Paesi Bassi                 | 27"30 |      |
| 16   | 2        | 8      | Jan Kałusowski       | Polonia                     | 27"38 |      |

### Finale
| Pos. | Corsia | Atleta             | Nazionalità   | Tempo | Note |
| ---- | ------ | ------------------ | ------------- | ----- | ---- |
|      | 4      | Sam Williamson     | Australia     | 26"32 |      |
|      | 5      | Nicolò Martinenghi | Italia        | 26"39 |      |
|      | 3      | Nic Fink           | Stati Uniti   | 26"49 |      |
| 4    | 6      | Adam Peaty         | Gran Bretagna | 26"77 |      |
| 5    | 7      | Lucas Matzerath    | Germania      | 26"80 |      |
| 6    | 2      | Simone Cerasuolo   | Italia        | 26"93 |      |
| 7    | 8      | Mikel Schreuders   | Aruba         | 26"97 |      |
| 8    | 1      | Peter John Stevens | Slovenia      | 27"07 |      |